# Chrysometa satura
Chrysometa satura är en spindelart som beskrevs av Claude Lévi 1986. Chrysometa satura ingår i släktet Chrysometa och familjen käkspindlar.
Artens utbredningsområde är Costa Rica. Inga underarter finns listade i Catalogue of Life.